# Ammadi Estate, Koppa
Ammadi Estate là một làng thuộc tehsil Koppa, huyện Chikmagalur, bang Karnataka, Ấn Độ.